# Поплітник чорноголовий
Поплі́тник чорноголовий (Pheugopedius spadix) — вид горобцеподібних птахів родини воловоочкових (Troglodytidae). Мешкає в Колумбії і Панамі.

## Опис
Довжина птаха становить 14,5 см. Голова чорна, з боків поцяткована білими плямками, верхня частина тіла світло-каштанова. Крила і хвіст каштанові, хвіст на кінці поцяткований чорними смугами. Підборіддя і горло чорні, нижня частина голо і груди каштанові. Живіт сірувато-коричневий, поцяткований темними плямками. Очі карі, дзьоб зверху чорнувато-сірий, знизу сизий, лапи тьмяно-сірі. Виду не притаманний статевий диморфізм. Молоді птахи мають більш тьмяне і менш контрастне забарвлення.

## Поширення і екологія
Чорноголові поплітники мешкають на західних схилах Колумбійських Анд, а також на півночі центральної Колумбії та на крайньому сході Панами (Дар'єн). Вони живуть у вологих гірських, хмарних і рівнинних тропічних лісах. Зустрічаються парами, на висоті від 400 до 1800 м над рівнем моря. Іноді приєднуються до змішаних зграй птахів. Живляться комахами, їх личинками, павуками та іншими безхребетними. Гніздо кулеподібне з бічним входом, в кладці 2 білих, поцятковпаних червонуватими плямками яйця.